# ماچئی دامینتسکی
ماچئی دامینتسکی (لهستانی: Maciej Damięcki؛ زادهٔ ۱۱ ژانویه ۱۹۴۴) بازیگر و صداپیشه اهل لهستان است. وی دانش‌آموختهٔ آکادمی ملی هنرهای نمایشی الکساندر زلوروویچ در ورشو است.
از فیلم‌ها یا مجموعه‌های تلویزیونی که وی در آن‌ها نقش داشته‌است، می‌توان به شیطان در کلاس هفتم، دوران افتخار، کارآگاهان جنایی، شمش‌سازان، سال‌های شیرین، ع چون عشق، خانه کشیش، خانه، قماری بالاتر از زندگی و بوکسور اشاره نمود.